# Dibolia occultans
Dibolia occultans är en skalbaggsart som först beskrevs av Carl Ludwig Koch 1803.  Dibolia occultans ingår i släktet Dibolia, och familjen bladbaggar. Enligt den svenska rödlistan är arten nära hotad i Sverige. Arten förekommer i Götaland och Öland. Artens livsmiljö är våtmarker, jordbrukslandskap.